# Liste von Fußballstadien in Mexiko
Die Liste von Fußballstadien in Mexiko umfasst alle ehemaligen und gegenwärtigen Spielstätten der 1943 eingeführten Profiliga.
Die Darstellung erfolgt auf Basis der alphabetischen Reihenfolge der Städte. Innerhalb der Städte werden die Stadien chronologisch (nach dem Jahr ihrer Eröffnung bzw. Nutzung) aufgeführt. Nicht bekannte Daten zum Fassungsvermögen und zum Eröffnungsjahr bleiben ungefüllt. Die hinter den Vereinen in Klammern angegebenen Jahreszahlen beziehen sich nur auf den Zeitraum der Nutzung des Stadions zu Erstligaspielen.
Im zweiten Abschnitt werden weitere wichtige Fußballstadien aufgeführt, die bisher nicht Austragungsstätte von Erstligabegegnungen waren. Ausgewählt wurden hierfür nur Stadien mit einem Fassungsvermögen von mindestens 10.000 Zuschauern und die in der Regel schon Spielstätte der zweiten Liga Mexikos (also der zwischen 1994/95 und 2008/09 bestehenden Primera División 'A' oder der 2009/10 eingeführten Liga de Ascenso) waren. Einzige Ausnahmen von der zweiten Voraussetzung bilden die ebenfalls aufgenommenen Stadien der Universidad Autónoma del Estado de México (UAEM), weil es Spielstätte einer Profimannschaft im American Football ist und mit einem Fassungsvermögen von 32.000 zu den größeren Stadien Mexikos zählt, und das Estadio Heriberto Jara Corona, das bereits dreimal Austragungsort der Leichtathletikmeisterschaften von Zentralamerika und der Karibik war und als eines der schönsten Stadien weltweit gilt.
Gänzlich unberücksichtigt bleiben in diesen Listen noch in Bau oder in der Planung befindliche Stadien, die bisher noch nicht (für den Profifußball) genutzt wurden.

## Übersicht der bisherigen Erstligastadien
| Stadt                    | Bundesstaat      | Stadion                              | Kapazität | Eröffnung | Verein(e) |
| ------------------------ | ---------------- | ------------------------------------ | --------- | --------- | --- |
| Aguascalientes           | Aguascalientes   | Estadio Victoria                     | 25.000    | 2003      | Necaxa (2003/04–2008/09, 2010/11, seit 2016/17) |
| Cancún                   | Quintana Roo     | Estadio Olímpico Andrés Quintana Roo | 20.000    | 2007      | Atlante (2007/08–2013/14) |
| Celaya                   | Guanajuato       | Estadio Miguel Alemán Valdés         | 25.500    | 1954      | Celaya FC (1958/59–1960/61), Atlético Celaya (1995/96–2002)                                                                                               |
| Córdoba                  | Veracruz         | Estadio Rafael Murillo Vidal         | 3.500     | 1974      | CD Veracruz vs Puebla FC (2:0) am 11. April 1976 |
| Cuautla                  | Morelos          | Parque del Balneario El Almeal       |           |           | CD Cuautla (1955/56–1958/59) |
| Cuernavaca               | Morelos          | Estadio de Buena Vista               | 8.000     | 1953      | Club Marte (1953/54–1954/55) |
| Culiacán                 | Sinaloa          | Estadio Banorte                      | 21.000    | 2003      | Dorados de Sinaloa (2004/05–2005/06, 2015/16) |
| Guadalupe                | Nuevo León       | Estadio BBVA Bancomer                | 51.000    | 2015      | CF Monterrey (seit August 2015) |
| Guadalajara              | Jalisco          | Parque Felipe Martínez Sandoval      | 15.000    | 1930      | Club Oro (Eigentümer), Atlas Guadalajara, CD Guadalajara (alle bis Ende 1959), Club Nacional (1961/62–1964/65)                                            |
| Guadalajara              | Jalisco          | Estadio Jalisco                      | 56.713    | 1960      | Atlas Guadalajara (seit 1960), CD Guadalajara (1960–Juli 2010), Oro de Jalisco (1960–1980) und Club Universidad de Guadalajara (1974/75–1993/94, 2014/15) |
| Irapuato                 | Guanajuato       | Estadio Revolución                   | 10.000    | 1942      | CD Irapuato (1954/55–1968/69) |
| Irapuato                 | Guanajuato       | Estadio Sergio León Chávez           | 24.000    | 1969      | CD Irapuato (diverse Spielzeiten zwischen 1969 und 2004)                                                                                                  |
| Jasso                    | Hidalgo          | Estadio 10 de diciembre              | 17.000    | 1964      | CD Cruz Azul (1964/65–1970/71) |
| Ciudad Juárez            | Chihuahua        | Estadio Olímpico Benito Juárez       | 22.300    | 1981      | Cobras Ciudad Juárez (1988/89–1991/92), Indios de Ciudad Juárez (2008/09–2009/10)                                                                         |
| La Piedad                | Michoacán        | Campo Cavadas                        |           | 1951      | CF La Piedad (1953/54) |
| La Piedad                | Michoacán        | Estadio Juan N López                 | 15.000    | 1994      | CF La Piedad (2001/02) |
| León                     | Guanajuato       | Parque Patria                        |           | 1925      | Club León (1944/45) |
| León                     | Guanajuato       | Estadio Enrique Fernández Martínez   |           | 1945      | Club León (1945–1950) |
| León                     | Guanajuato       | Parque San Sebastián                 | 2.000     | 1945      | Club San Sebastián (1945/46–1949/50) |
| León                     | Guanajuato       | Estadio La Martinica                 | 11.000    | 1950      | Club León (1950–1966), Club San Sebastián (1950/51), Unión de Curtidores (1974/75–1980/81, 1983/84)                                                       |
| León                     | Guanajuato       | Estadio Nou Camp                     | 33.943    | 1967      | Club León (1967–1986/87, 1990/91–2001/02, seit 2012/13)                                                                                                   |
| Ciudad Madero            | Tamaulipas       | Estadio Tamaulipas                   | 22.500    | 1966      | CF Madero (1966/67, 1973/74–1974/75), CD Tampico (1977/78–1981/82), Tampico-Madero FC (1982/83–1989/90)                                                   |
| Mazatlán                 | Sinaloa          | Estadio de Mazatlán                  | 20.000    | 2020      | Mazatlán FC (seit 2020) |
| Mexiko-Stadt             | Distrito Federal | Parque Asturias                      | 30.000    | 1936      | Asturias (Eigentümer), América, Atlante, España und Marte                                                                                                 |
| Mexiko-Stadt             | Distrito Federal | Estadio de la Ciudad de los Deportes | 36.681    | 1947      | anfangs América, Atlante und Necaxa, evtl. auch Marte (?), später und auch aktuell Cruz Azul                                                              |
| Mexiko-Stadt             | Distrito Federal | Ciudad Universitaria                 | 73.000    | 1952      | anfangs América, evtl. auch Atlante und Necaxa (?), seit jeher Club Universidad Nacional                                                                  |
| Mexiko-Stadt             | Distrito Federal | Estadio Azteca                       | 106.000   | 1966      | América (seit Eröffnung, indirekter Eigentümer) und die Nationalmannschaft, früher auch Atlante, Cruz Azul und Necaxa                                     |
| Monterrey                | Nuevo León       | Parque Deportivo Famosa-Cuauhtémoc   |           |           | CF Monterrey (1945/46) |
| Monterrey                | Nuevo León       | Estadio Tecnológico                  | 33.485    | 1950      | Jabatos de Nuevo León (1966/67), CF Monterrey (1956/57, 1960/61–Juli 2015)                                                                                |
| Morelia                  | Michoacán        | Campo Independiente                  | 8.000     | um 1940   | Atlético Morelia (1957/58–1964/65) |
| Morelia                  | Michoacán        | Estadio Venustiano Carranza          | 22.000    | 1964      | Atlético Morelia (1964/65–1967/68, 1981/82–1988/89) |
| Morelia                  | Michoacán        | Estadio Morelos                      | 41.500    | 1989      | Monarcas Morelia (seit 1989) |
| Nezahualcóyotl           | México           | Estadio José López Portillo          | 28.500    | 1981      | Coyotes Neza (1981–1988), Toros Neza (1993–2000), Atlante (2002–2004)                                                                                     |
| Oaxtepec                 | Morelos          | Estadio Unidad Deportiva del IMSS    | 9.000     |           | CF Oaxtepec (1982/83–1983/84) |
| Orizaba                  | Veracruz         | Campo Moctezuma                      |           | 1932      | UD Moctezuma de Orizaba (1943/44–1949/50), Asociación Deportiva Orizabeña (1943/44–1948/49)                                                               |
| Pachuca de Soto          | Hidalgo          | Estadio Revolución Mexicana          | 3.500     | 1958      | CF Pachuca (1967/68–1972/73, 1992/93) |
| Pachuca de Soto          | Hidalgo          | Estadio Miguel Hidalgo               | 30.000    | 1993      | Toros Hidalgo (1993/94), CF Pachuca (1996/97, seit 1998/99)                                                                                               |
| Puebla                   | Puebla           | Parque El Mirador                    | 15.000    | 1944      | Puebla FC (1944/45–1955/56) |
| Puebla                   | Puebla           | Estadio Cuauhtémoc                   | 42.648    | 1968      | Puebla FC (1970/71–2004/05 sowie seit 2007/08), Ángeles de Puebla (1984/85–1987/88)                                                                       |
| Puebla                   | Puebla           | Estadio Universitario BUAP           | 20.411    | 1999      | Lobos de la BUAP (2017/18) |
| Santiago de Querétaro    | Querétaro        | Estadio Municipal de Querétaro       | 7.000     | 1939      | Atletas Campesinos (1980/81–1981/82) |
| Santiago de Querétaro    | Querétaro        | Estadio La Corregidora               | 35.575    | 1985      | Cobras de Querétaro (1986/87), Atlante (1989/90), TM Gallos Blancos (1994/95), Querétaro FC (diverse Spielzeiten seit 1990/91)                            |
| San Luis Potosí          | San Luis Potosí  | Estadio Plan de San Luis Potosí      | 20.000    | 1957      | Atlético Potosino (1974/75–1988/89), Club San Luis (1971/72–1973/74, 1976/77)                                                                             |
| San Luis Potosí          | San Luis Potosí  | Estadio Alfonso Lastras Ramírez      | 25.000    | 2002      | Club San Luis (seit 2002/03) |
| San Nicolás de los Garza | Nuevo León       | Estadio Universitario                | 41.000    | 1967      | Jabatos de Nuevo León (1967/68–1968/69), Tigres de la UANL (1974/75–1995/96, seit 1997/98)                                                                |
| Tampico                  | Tamaulipas       | Campo España                         |           |           | CD Tampico (1945/46) |
| Tampico                  | Tamaulipas       | Estadio Ejército Nacional            |           | 1946      | CD Tampico (zwischen 1946/47 und 1962/63), CF Madero (1965/66)                                                                                            |
| Tampico                  | Tamaulipas       | Estadio Tamaulipas                   | 22.500    | 1966      | CF Madero (1966/67, 1973/74–1974/75), CD Tampico (1977/78–1981/82), Tampico-Madero FC (1982/83–1989/90)                                                   |
| Tapachula                | Chiapas          | Estadio Olímpico de Tapachula        | 22.000    | 1989      | Cafetaleros de Tapachula (2018/19) |
| Texcoco de Mora          | México           | Estadio Municipal de Texcoco         |           |           | Coyotes Neza (1978–1981) |
| Tijuana                  | Baja California  | Estadio del Cerro Colorado           | 12.000    | 1977      | Santos Laguna (letztes Heimspiel der Saison 1988/89) |
| Tijuana                  | Baja California  | Estadio Caliente                     | 21.000    | 2007      | Club Tijuana Xoloitzcuintles de Caliente (seit 2011/12)                                                                                                   |
| Toluca de Lerdo          | México           | Parque Patria                        |           |           | Deportivo Toluca (1953/54) |
| Toluca de Lerdo          | México           | Estadio Nemesio Díez                 | 28.000    | 1954      | Deportivo Toluca (seit 1954/55) |
| Torreón                  | Coahuila         | Estadio Revolución                   | 8.500     | 1932      | CF Torreón (1969/70) |
| Torreón                  | Coahuila         | Estadio San Isidro                   | 5.500     | 1953      | CF Laguna (1968/69–1975/76) |
| Torreón                  | Coahuila         | Estadio Corona                       | 18.050    | 1970      | CF Torreón (1970/71–1973/74), CF Laguna (1975/76–1977/78), Santos Laguna (1988/89–November 2009)                                                          |
| Torreón                  | Coahuila         | Estadio TSM Corona                   | 30.000    | 2009      | Santos Laguna (seit 15. November 2009) |
| Tuxtla Gutiérrez         | Chiapas          | Estadio Víctor Manuel Reyna          | 27.500    | 2002      | Jaguares de Chiapas (2002/03–2016/17) |
| Veracruz                 | Veracruz         | Campo Deportivo Veracruzano          | 12.000    | 1935      | CD Veracruz (1943/44–1951/52, 1964/65–1967/68) |
| Veracruz                 | Veracruz         | Estadio Luis de la Fuente            | 32.000    | 1968      | CD Veracruz (diverse Spielzeiten seit 1968) |
| Ciudad Victoria          | Tamaulipas       | Estadio Marte R. Gómez               | 18.000    | 1939      | Correcaminos de la UAT |
| Xochitepec               | Morelos          | Estadio Mariano Matamoros            | 18.000    | 1981      | CF Cuernavaca Colibries (Clausura 2003) |
| Zacatepec de Hidalgo     | Morelos          | Parque del Ingenio                   |           | 1948      | CD Zacatepec (1951/52–1961/62, 1963/64) |
| Zacatepec de Hidalgo     | Morelos          | Estadio Agustín Coruco Díaz          | 16.000    | 1964      | CD Zacatepec (diverse Spielzeiten zwischen 1964 und 1984/85)                                                                                              |
| Zamora                   | Michoacán        | Campo Moctezuma                      | 5.000     | 1954      | CD Zamora (1955/56, 1957/58–1959/60) |
| Zapopan                  | Jalisco          | Estadio Tres de Marzo                | 22.000    | 1971      | Tecos de la UAG, von 2009/10 bis 2011/12 deren Rechtsnachfolger Estudiantes Tecos                                                                         |
| Zapopan                  | Jalisco          | Estadio Chivas                       | 44.500    | 2010      | CD Guadalajara (seit 30. Juli 2010) |

## Weitere wichtige Fußballstadien
| Stadt                    | Bundesstaat | Stadion                                         | Kapazität | Eröffnung | Verein(e) |
| ------------------------ | ----------- | ----------------------------------------------- | --------- | --------- | --- |
| Acapulco                 | Guerrero    | Unidad Deportiva de Acapulco                    | 13.000    | 1975      | Guerreros de Acapulco |
| Altamira                 | Tamaulipas  | Estadio Altamira                                | 13.500    | 2003      | Altamira FC |
| Chihuahua                | Chihuahua   | Estadio Olímpico Universitario José Reyes Baeza | 22.000    | 2007      | Dorados Fuerza UACH (2007–2020), Chihuahua FC (seit 2022) |
| Ciudad del Carmen        | Campeche    | Estadio Delfín (Campus II U.A. del Carmen)      | 26.100    |           | Delfines del Carmen Fútbol |
| Colima                   | Colima      | Estadio Colima                                  | 15.000    | 1981/82   | Jaguares de Colima (1997–2000), Huracanes de Colima (2004/05) und Real de Colima (2006/07–2008/09) in der Primera División 'A'.                                                    |
| Colima                   | Colima      | Estadio Olímpico Universitario de Colima        | 20.000    | 1994      | Loros de la Universidad de Colima |
| Durango                  | Durango     | Estadio Francisco Zarco                         | 15.000    | 1957      | Alacranes de Durango (1999–2009 in der Primera División 'A', 2009–2011 in der Liga de Ascenso)                                                                                     |
| Hermosillo               | Sonora      | Estadio Héroe de Nacozari                       | 21.175    | 1985      | Gallos Blancos de Hermosillo (1995/96) und Coyotes de Sonora (2005/06) in der Primera División 'A', 2009–2010 Guerreros FC de Hermosillo in der Liga de Ascenso.                   |
| Los Mochis               | Sinaloa     | Estadio Centenario                              | 15.000    | 2004      | Murciélagos FC |
| Mérida                   | Yucatán     | Estadio Carlos Iturralde Rivero                 | 20.000    | 1987      | Atlético Yucatán (1994/95–2000/01 sowie 2002/03) und Mérida FC (2003/04–04/05 und 2008/09) in der Primera División 'A'. Letztgenannter Verein seit 2009/10 in der Liga de Ascenso. |
| Oaxaca de Juárez         | Oaxaca      | Estadio Benito Juárez                           | 12.000    | 1987      | CF Oaxaca (2001/02–02/03) und Cruz Azul Oaxaca (2003/04–05/06) in der Primera División 'A' sowie Alebrijes de Oaxaca in der Ascenso MX (2013/14).                                  |
| Oaxaca de Juárez         | Oaxaca      | Estadio Instituto Tecnólogico de Oaxaca         | 15.200    | 2016      | Alebrijes de Oaxaca FC |
| Reynosa                  | Tamaulipas  | Estadio Reynosa                                 | 20.000    | 2013      | Reynosa FC |
| Salamanca                | Guanajuato  | Estadio Olímpico Sección 24                     | 15.000    | 1985      | Petroleros de Salamanca |
| San Francisco del Rincón | Guanajuato  | Estadio Domingo Velázquez                       | 11.500    | 1994      | Atlético San Francisco |
| Tepic                    | Nayarit     | Arena Cora                                      | 12.945    | 2011      | Deportivo Tepic |
| Tlaxcala                 | Tlaxcala    | Estadio Tlahuicole                              | 12.000    | 1961      | Guerreros de Tlaxcala (2003/04), Linces de Tlaxcala (2013/14), Tlaxcala FC (seit 2014)                                                                                             |
| Toluca de Lerdo          | México      | Estadio Universitario Alberto Chivo Córdoba     | 32.000    | 1964      | Potros de la UAEM (Segunda División) sowie Potros Salvajes UAEM (Profimannschaft im American Football)                                                                             |
| Xalapa                   | Veracruz    | Estadio Heriberto Jara Corona                   | 12.000    | 1925      | |
| Zacatecas                | Zacatecas   | Estadio Francisco Villa                         | 18.000    | 1986      | Real Sociedad de Zacatecas (1996/97–2002/03 in der Primera División 'A') |